# Red Lights (chanson)
Pour les articles homonymes, voir Red Lights.
Singles par Tiësto
Take Me
(2013) Wasted
(2014)
Red Lights est une chanson du disc jockey, compositeur et producteur néerlandais Tiësto, sortie le 13 décembre 2013. Le single atteint la première place des classements hebdomadaires en Écosse et aux États-Unis (Billboard Dance/Mix Show Airplay). Le clip de la chaîne TiestoVEVO a été visionné plus de 101 millions de fois au 1er novembre 2016 sur la plateforme de partage de vidéos YouTube.

## Liste des titres
| 1. | Red Lights (Radio Edit)   | 3:21 |
| 2. | Red Lights (Original Mix) | 4:23 |

## Classement
| Classement (2013)                  | Meilleure position |
| ---------------------------------- | ------------------ |
| Suisse (Schweizer Hitparade)       | 74                 |
| Allemagne (Media Control AG)       | 29                 |
| Autriche (Ö3 Austria Top 40)       | 36                 |
| France (SNEP)                      | 156                |
| Pays-Bas (Nederlandse Top 40)      | 42                 |
| Suède (Sverigetopplistan)          | 9                  |
| Finlande (Suomen virallinen lista) | 94                 |
| Norvège (VG-lista)                 | 5                  |
| Australie (ARIA)                   | 8                  |
| États-Unis (Hot 100)               | 56                 |